# Arthur Gonzalez-Trique
Pas d'image ? Cliquez ici

a Compétitions nationales et continentales officielles uniquement.

Arthur Gonzalez-Trique, né le 24 janvier 1994, est un joueur de rugby à XIII français évoluant au poste de demi de mêlée ou d'ailier. Formé au Toulouse olympique XIII, il y fait ses débuts en Championnat de France en 2012 et y remporte deux titres de Championnat en 2014 et 2015 ainsi qu'une Coupe de France en 2014, il participe également à l'intégration de Toulouse en League 1. Il décide en 2016 de quitter Toulouse pour Limoux et ajoute un nouveau titre de Championnat de France en 2017.

## Palmarès
- Collectif :
  - Vainqueur du Championnat de France : 2014, 2015 (Toulouse) et 2017 (Limoux).
  - Vainqueur de la Coupe de France : 2014 (Toulouse).
  - Finaliste du Championnat de France : 2018 (Limoux).
  - Finaliste de la Coupe de France : 2018 (Limoux).